# Dvorní divadlo
Dvorní divadlo (německy Hoftheater) je divadlo, které patřilo ke šlechtickému dvoru nebo bylo tímto dvorem dotováno a bylo podřízeno jeho správě. Taková dvorní divadla existovala až do roku 1918, kdy skončila první světová válka. Dvorní divadla pak přešla na veřejnoprávní sponzorství a byla přejmenována na "Státní divadlo", "Zemské divadlo", "Městské divadlo" a podobně.
Protikladem dvorního divadla bylo v 18. a 19. století lidové divadlo (Volkstheater), které bylo soukromé a veřejně přístupné. Londýn a Paříž v tom byly příkladem dalším evropským městům. Lidové divadlo však obvykle muselo mít povolení od panovnického dvora a bylo také sledováno cenzurou.

## Historie
Dvorní divadlo vzniklo z dvorních slavností renesance. V 17. století dostalo politicko–reprezentativní funkci vlivem italské opery a vlivem tragédie francouzské klasiky. Zatímco aristokraté v rámci slavností divadlo sami hráli (jako Ludvík XIV a později Marie Antoinette) a v přestrojeních tančili, do roku asi 1700 proběhla profesionalizace divadla a došlo k oddělení mezi jevištěm a hledištěm. Mimo Francii však stará tradice pokračovala ještě dlouho: vévoda Carl Eugen hrál barokní divadlo v zámeckém divadle Ludwigsburg i po polovině 18. století.
Existovalo ustanovení, že tragédie, vážné opery (opera seria, lyrická tragédie) a historický nebo mytologický balet byly určeny jen pro dvorní divadla. Stavovská nařízení vytvořila odstup mezi dvorním divadlem a lidovým divadlem, který byl zcela překonán až rozpuštěním dvorního divadla. Mimo dvorní divadlo se mohly hrát pouze komedie, antika, komické opery nebo pantomimy. Od konce 18. století se objevovaly snahy o překlenutí nebo rozostření hranic mezi dvorním a lidovým divadlem. Například rakouský císař Josef II. dokonce na nějaký čas přejmenoval vídeňský Burgtheater na Národní divadlo. Pojem „národní" sloužil k odstranění hranic mezi stavy (například Národní divadlo v Hamburku, Národní divadlo Mannheim). Nicméně existovaly smíšené formy jako Královské dvorní a národní divadlo Mnichov. Dvorní divadlo Weimar, ve kterém působil i Goethe, otevřené až po francouzské revoluci, se snažilo ukazovat jednotu mezi šlechtou a občany. Goetheho odchod, jako reakce na velkovévodské manýry dvorního divadla při představení Der Hunt des Aubry v roce 1817, ukázal zranitelnost takové koncepce. V roce 1918 pak konflikt vypukl otevřeně, což zpětně ukázalo selhání tohoto záměru. Některá dvorní divadla přešla již v 19. století na občanské sponzorství. Ve třicátých letech 19. století to bylo divadlo v Rize, které se od té doby označuje jako Městské divadlo. Jiná divadla byla zavřena, jako Hoftheater Schwetzingen. Koncem 19. století dosáhlo dvorní divadlo Meininger („Meiniger Hoftheater") mezinárodního uznání uváděním novodobých „věrných“ představení. V 19. století bylo v menších městech dvorní divadlo často jedinou alternativou k divadlu v přírodě a ke komediantským stánkům. Kočovné společnosti často vystupovaly ve dvorních divadlech, která ne vždy měla svůj vlastní soubor. Například v letech 1828 až 1849 pronajímal knížecí rod Sigmaringen bezplatně své dvorní divadlo divadelnímu podnikateli. Rozlišování mezi lidovým divadlem (Volkstheater) a dvorním divadlem (Hoftheater) proto není důsledně možné. Pestré divadelnictví na německých dvorech se stalo ve 20. století celosvětově unikátním (a nákladným) systémem německy mluvících městských divadel. Z dvorního divadla vzešlo označení „Intendant" pro divadelního ředitele. Byl to vyšší dvorský úředník a patřil k aristokracii. Přístup ke dvornímu divadlu znamenal pro umělce i pro lidové publikum společenské uznání, protože se mohli podílet na aktivitách dvora, aniž by měli šlechtický původ.

## Dvorní divadlo (Hoftheater) jako jméno
Dlouho po období skutečného dvorního divadla, si ve 20. a 21. století některá divadla dalo jméno Dvorní divadlo. Většinou podle jejich umístění v historické budově, v bývalém statku, nádvoří nebo se místo jmenovalo Hof. K těmto divadlům v Rakousku patří například Waldviertler Hoftheater, v Německu, Dehnberger Hof Theater a v Česku je to Dvorní divadlo manželů Černínových.